# Rundfunkjahr 1993
Liste der Rundfunkjahre

◄◄ | ◄ | 1989 | 1990 | 1991 | 1992 | Rundfunkjahr 1993 | 1994 | 1995 | 1996 | 1997 | ► | ►►

Weitere Ereignisse

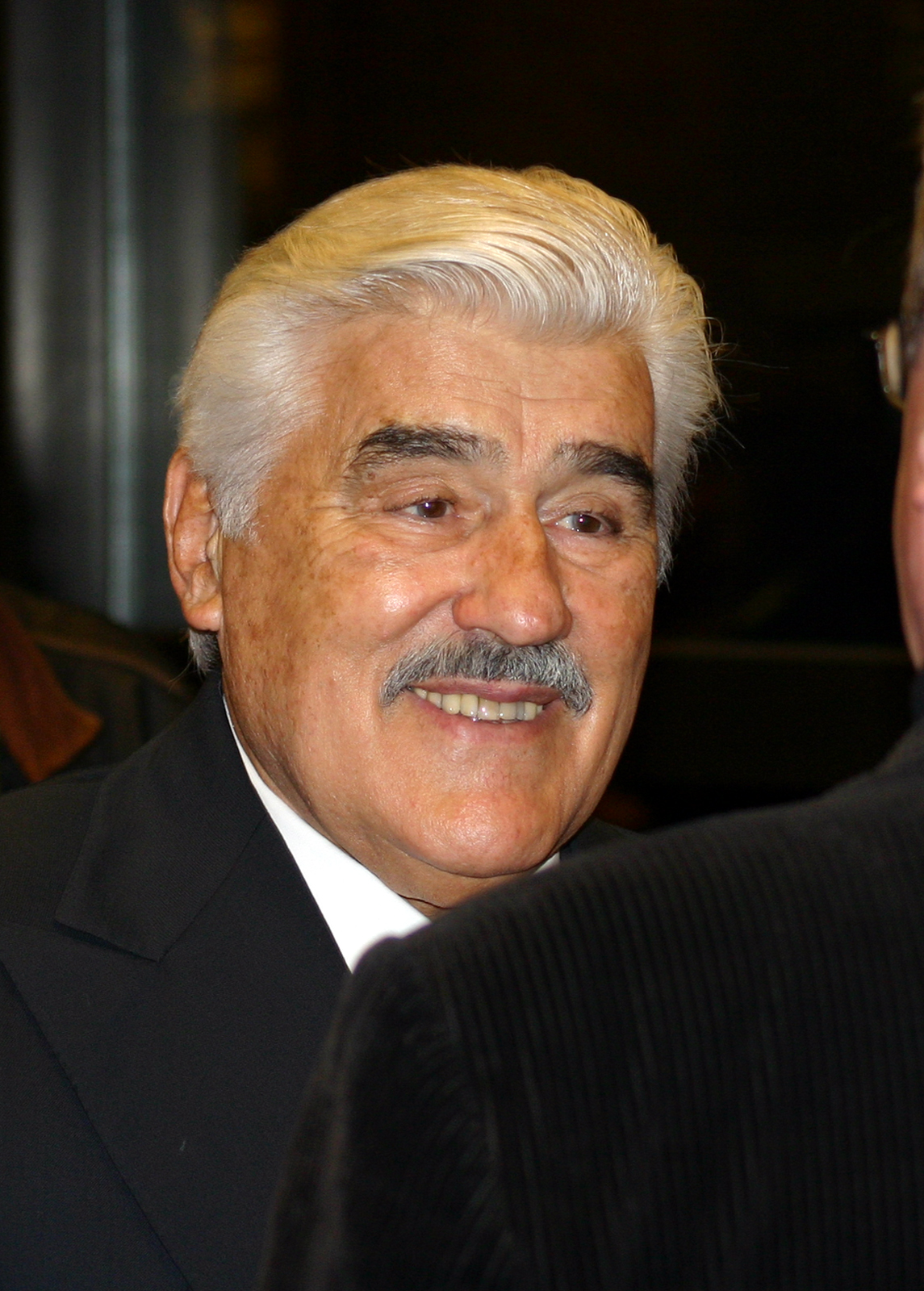
1993: Mario Adorf ist in der Familiensaga Der große Bellheim zu sehen

- Der niederländische Elektronikkonzern Philips bringt die Digital Compact Cassette (DCC) auf den Markt und tritt damit in direkte Konkurrenz zur MiniDisc von Sony. Der Vorteil der DCC-Rekorder liegt darin, dass sie die weitverbreiteten analogen Compact Cassetten abspielen können.
- Im deutschsprachigen Raum wird das ShowView-System zur Erleichterung der timergestützten Videoaufzeichnung eingeführt.
- Die erste Auflage der multimedialen Enzyklopädie Microsoft Encarta erscheint auf CD-ROM.
- 24. November – Der Europäische Gerichtshof für Menschenrechte stellt fest, dass die österreichische Rundfunkgesetzgebung Artikel 10 der Europäischen Menschenrechtskonvention über die Informations- und Meinungsfreiheit verletzt.

## Hörfunk
- Im Rahmen der Jugendsendung Zickzack ist auf Ö3 die erste Staffel der Hörspielserie Blauberg zu hören.
- 4. Januar – Radio Slowakei International, der Auslandssender des Slowakischen Rundfunks geht auf Sendung.
- 29. März – Ö1 strahlt zum ersten Mal das werktägliche Kulturmagazin Leporello aus.
- 30. April – In Großbritannien startet die Virgin Radio unter dem Namen Virgin 1215 landesweit als privater Hörfunkanbieter.
- 1. Mai – Der ehemalige DDR-Jugendsender DT64 wird in Sputnik umbenannt.
- 31. Mai – Antenne MV (Mecklenburg-Vorpommern) geht auf Sendung.
- 26. Dezember – Auf Ö1 wird die letzte Folge des Radiofeuilletons Der Schalldämpfer ausgestrahlt.
- 31. Dezember – RIAS Berlin stellt seinen Sendebetrieb ein.

## Fernsehen
- 1. Januar – Das DSF (Deutsches Sportfernsehen), entstanden aus der Umwandlung des Senders TELE 5 zum Sportkanal, nimmt seinen Sendebetrieb auf.
- 1. Januar – Das ZDF beginnt mit der Ausstrahlung des vierteiligen Fernsehfilms Der große Bellheim mit Mario Adorf in einer der Hauptrollen.
- 2. Januar – Auf Sat.1 beginnt erstmals die Spielshow 5 mal 5.
- 3. Januar – Das Erste Deutsche Fernsehen zeigt erstmals Als die Tiere den Wald verließen.
- 4. Januar – Auf Sat.1 startet erstmals Drauf & Dran.
- 6. Januar – Das Erste Deutsche Fernsehen und West 3 starten die Kinderreihe mit Spaß am Mittwoch.
- 7. Januar – Die deutsche Krimiserie von Michael Baier Adelheid und ihre Mörder mit Evelyn Hamann wird zum ersten Mal im Ersten Deutschen Fernsehen ausgestrahlt.
- 8. Januar – Im Ersten Deutschen Fernsehen ist erstmals Hallo Schwester! zu sehen.
- 16. Januar – Das ZDF startet erstmals Ein besonderes Paar.
- 21. Januar – Bei RTL startet erstmals Kreuzfeuer.
- 24. Januar – Bei den 50. Golden Globes werden die Fernsehserien Ausgerechnet Alaska und Roseanne ausgezeichnet.
- 25. Januar – VOX geht auf Sendung.
- 27. Januar – Bei Sat.1 startet erstmals Ein Bayer auf Rügen.
- 28. Januar – Start der Erotiksendung bei VOX, Liebe Sünde.
- 31. Januar – In den USA ist die erste Folge der Krimireihe Homicide zu sehen.
- 1. Februar – RTL übernimmt Notruf California erstmals im deutschen Fernsehen.
- 4. Februar – Start des Boulevard-Magazins Star Report Deutschland bei RTL.
- 7. Februar – Die Sci-Fi-Serie Wonder Woman wird erstmals von RTL ausgestrahlt.
- 13. Februar – Ein Interview, das Michael Jackson auf seiner Neverland-Ranch der Talkshowgastgeberin Oprah Winfrey gewährt, wird zum meistgesehenen TV-Interview der Rundfunkgeschichte. Es handelt sich um das erste Interview überhaupt, das Jackson seit vierzehn Jahren gibt.[1]
- 15. Februar – Auf Pro7 ist die US-Sitcomserie Parker Lewis – Der Coole von der Schule in deutscher Erstausstrahlung zu sehen.
- 18. Februar – Das Erste Deutsche Fernsehen strahlt erstmals die Karnevalsausgabe Fröhlich eingeSchenkt von Heinz Schenk aus.
- 25. Februar – Das ZDF strahlt zum ersten Mal Menschen aus.
- 28. Februar – Auf S3 beginnt erstmals Heiter bis ulkig.
- 4. März – Start der RTL-Sitcomserien Ein Job fürs Leben und Hilfe, meine Familie spinnt.
- 5. März – Sat.1 strahlt erstmals Zur Sache, Kanzler aus.
- 6. März – RTL 2 geht auf Sendung.
- 8. März – Auf MTV ist die erste reguläre Episode der Serie Beavis and Butt-Head zu sehen. (Titel der Folge: Door to Door.)
- 8. März – Nur zwei Tage nach Sendestart strahlt RTL 2 mit Die kleine Prinzessin Sara und Das Mädchen von der Farm erstmals japanische Anime-Serien aus. Im Laufe der weiteren Jahre entwickelt sich RTL 2 zum Sender mit dem umfangreichsten Anime-Serien-Angebot (u. a. Sailor Moon, Pokémon, Dragon Ball) aller frei empfangbaren deutschsprachigen Fernsehsender.
- 13. März – Das ZDF übernimmt erstmals Traumjob.
- 15. März – Die US-Comedyserie Harrys Nest hat erstmals im Ersten Deutschen Fernsehen Premiere.
- 22. März – Auf VOX starten Detective Kennedy und Herr und Meister.
- 26. März – Bei RTL startet erstmals Almenrausch und Pulverschnee.
- 27. März – Auf ZDF startet erstmals Böses Blut.
- 30. März – Das ZDF strahlt die erste Folge des Politikmagazins Frontal aus.
- 5. April – Auf Messers Schneide ist bei Sat.1 zu sehen.
- 6. April – Das ZDF startet erstmals mit der Miniserie für Kinder Ein Wahnsinnskind.
- 14. April – Das ZDF beginnt zum ersten Mal mit der US-Zeichentrickserie Wo ist Walter?
- 16. April – Auf West 3 startet erstmals Lustfaktor 10.
- 19. April – Bei RTL 2 startet erstmals Benson.
- 21. April – Fernsehpremiere von Walker, Texas Ranger auf CBS.
- 26. April – Auf Sat.1 feiert die Spielshow Riskier´was Premiere.
- 30. April – Das Erste Deutsche Fernsehen zeigt erstmals Babys Bester.
- 4. Mai – Pro7 übernimmt erstmals Liebe ist Privatsache.
- 7. Mai – Auf Premiere startet erstmals 0137 Night Talk.
- 9. Mai – RTL zeigt für alle Die Post geht ab!.
- 10. Mai – Das ZDF beginnt mit der 12-teiligen Familienserie Ein unvergessliches Wochenende.
- 18. Mai – Das ZDF zeigt erstmals für Kinder Abenteuer in der Karibik.
- 24. Mai – Auf VOX startet erstmals Die Fälle der Rosie O´Neill.
- 10. Juni – Bei West 3 startet erstmals Euroklops.
- 30. Juni – Das ZDF zeigt erstmals Achtung! Lebende Tiere!.
- 6. Juli – Das ZDF startet mit der 6-teiligen Miniserie Flash -Der Fotoreporter.
- 16. Juli – Im Ersten Deutschen Fernsehen beginnt erstmals der 2-teilige Fernsehfilm Zwischen Bett und Thron.
- 17. Juli – Auf ARTE feiert der Fernsehfilm in zwei Teilen Die Affäre Seznec Premiere.
- 3. August – Auf Pro7 geht erstmals Straßenflirt auf Sendung.
- 11. August – Im Ersten Deutschen Fernsehen ist erstmals der zweiteilige Fernsehfilm Wo warst du in jener Nacht? zu sehen.
- 22. August – RTL übernimmt erstmals Eden.
- 23. August – Im Ersten Deutschen Fernsehen ist erstmals Der Traum vom Clown zu sehen.
- 1. September – Im Gemeinschaftsprogramm der ARD (Erstes Deutsches Fernsehen) wird erstmals Gerd Ruge unterwegs ausgestrahlt.
- 3. September – Das ZDF übernimmt Immer wieder Sonntag in deutscher Erstausstrahlung.
- 6. September – Zeit der Sehnsucht hat Premiere bei RTL.
- 7. September – Das ZDF startet mit der neuseeländischen Kinderserie Star Runner.
- 10. September – Auf MDR Fernsehen startet erstmals Zauberhafte Heimat.
- 12. September – Auf RTL ist erstmals Nur die Liebe zählt zu sehen.
- 13. September – Die Unsichtbare Gefahr wird vom Gemeinschaftsprogramm der ARD (Erstes Deutsches Fernsehen) ausgestrahlt.
- 13. September – Bei RTL 2 startet die Kindersendung Vampy.
- 13. September – Auf RTL feiert die Krankenhausserie Stadtklinik ihre Premiere.
- 13. September – Bei RTL startet erstmals Ilona Christen.
- 14. September – Im Ersten Deutschen Fernsehen ist erstmals Schimpf 19717 mit Björn-Hergen Schimpf zu sehen.
- 17. September – Beginn der Talkshow B. trifft ….
- 20. September – Auf ZDF startet erstmals Ein Mann am Zug.
- 22. September – Die 6-teilige Miniserie aus Tschechien Sechs Richtige hat im Ersten Deutschen Fernsehen Premiere.
- 25. September – Die Zeichentrickserie Ottifanten startet bei RTL.
- 28. September – Die 60-teilige Familienserie aus Frankreich Feuer und Flamme hat im Ersten Deutschen Fernsehen Premiere.
- 1. Oktober – Bei RTL starten zwei verschiedene Serien: Unter einer Decke und Zum Stanglwirt.
- 2. Oktober – Im Ersten Deutschen Fernsehen feiert die Kinderserie Käpt’n Blaubär Club Premiere.
- 4. Oktober – Auf Kabelkanal ist erstmals Henry und der rosarote Drache für Kinder zu sehen.
- 7. Oktober – Auf RTL 2 geht erstmals Desperado auf Sendung.
- 10. Oktober – Im Ersten Deutschen Fernsehen ist erstmals Auf eigene Gefahr zu sehen.
- 11. Oktober – Das ZDF strahlt mit Eine unheilige Liebe zum ersten Mal im deutschsprachigen Fernsehen einen Film mit Audiodeskription für Blinde und Sehbehinderte aus.
- 17. Oktober – RTL 2 strahlt Ohne Furcht und Sattel erstmals aus.
- 18. Oktober – Das ZDF beginnt mit der 10-teiligen Dokumentationsserie für Kinder Phantastische Reisen in die Wirklichkeit.
- 19. Oktober – RTL 2 zeigt erstmals Zwischen den Fronten
- 24. Oktober – Die Spielshow Aber Hallo mit Frank Elstner hat bei RTL Premiere.
- 25. Oktober – Im ZDF geht Das Sahara-Projekt auf Sendung.
- 26. Oktober – RTL 2 beginnt mit der Anime-Serie Mila Superstar.
- 29. Oktober – 3sat strahlt erstmals Orangen sind nicht die einzige Frucht aus.
- 30. Oktober – Auf ZDF feiern Tim und Struppi ihre Premiere.
- 6. November – Auf RTL geht RTL Samstag Nacht auf Sendung.
- 7. November – Auf Sat.1 geht alSo auf Sendung.
- 8. November – Im Ersten Deutschen Fernsehen startet erstmals Nicht von schlechten Eltern.
- 13. November – Im ZDF wird der erste Teil der Miniserie Zwei wie Paul und Caroline ausgestrahlt.
- 14. November – Auf Pro7 startet erstmals 2 gegen 2.
- 17. November – Das ZDF übernimmt König der letzten Tage.
- 23. November – Im ZDF startet erstmals Naturzeit.
- 30. November – 1 Plus wird aus Kostengründen eingestellt.
- 1. Dezember – Der Musikkanal VIVA geht auf Sendung.
- 4. Dezember – Auf RTL startet Comix.
- 14. Dezember – Das Erste Deutsche Fernsehen zeigt erstmals Die Trotzkis.
- 17. Dezember – Bei ARTE geht Bella Block auf Sendung.
- 24. Dezember – Bei VOX ist die amerikanisch-japanische Zeichentrickserie Wundersame Geschichten zu sehen.
- 25. Dezember – Im MDR Fernsehen startet erstmals die weihnachtliche Ausgabesendung Weihnachten bei uns.
- 26. Dezember – Die 6-teilige Miniserie Clara hat Premiere im ZDF.
- 27. Dezember – Der Musikkanal VIVA strahlt erstmals Vivasion aus.

## Geboren
- 8. Oktober – Angus T. Jones, US-amerikanischer Schauspieler und Kinderdarsteller (Jake Harper in Two and a Half Men seit 2003) wird in Austin, Texas geboren.

## Gestorben
- 6. Januar – Elke Kast, deutsche Fernsehansagerin, stirbt 47-jährig in Frankfurt am Main.
- 25. Februar – Eddie Constantine, US-amerikanischer Chansonier und Schauspieler (Frankensteins Tante) stirbt 75-jährig in Wiesbaden.
- 28. Februar – Karl Richard Tschon, deutscher Schriftsteller und Autor zahlreicher Hörspiele stirbt 69-jährig in München.
- 10. März – Guido Wieland, österreichischer Schauspieler, vor allem bekannt in der Rolle des Onkel Guido in der Fernseh-Stegreifserie Die liebe Familie, stirbt 86-jährig in Wien.
- 3. April – Götz Dieter Plage, deutscher Naturfilmer (Abenteuer Wildnis) stirbt 56-jährig auf Sumatra.
- 24. April – Gustl Bayrhammer, deutscher Schauspieler (Meister Eder und sein Pumuckl) stirbt 71-jährig in Krailling.
- 12. September – Raymond Burr, kanadischer Schauspieler (Perry Mason) stirbt 76-jährig in Sonoma, Kalifornien.
- 30. September – Hans Jönsson, deutscher Film-, Fernseh- und Hörspielkomponist stirbt 79-jährig in Wiesbaden. Er komponierte u. a. die Musik zu den Paul-Temple-Hörspielen, sowie den Durbridge-Filmen Das Halstuch und Tim Frazer.
- 29. Dezember – Axel Corti, österreichischer Regisseur, Fernseh- und Radiomoderator (Der Schalldämpfer) stirbt 60-jährig in Oberndorf bei Salzburg.